# تپه پیشین ۲
تپه پیشین ۲ مربوط به سده‌های متاخر اسلام است و در شهرستان سرباز، بخش پیشین، ۱ کیلومتری جنوب دهستان پیشین واقع شده و این اثر در تاریخ ۲۷ اسفند ۱۳۸۷ با شمارهٔ ثبت ۲۶۲۰۴ به‌عنوان یکی از آثار ملی ایران به ثبت رسیده است.